# Stelis simplex
Stelis simplex là một loài thực vật có hoa trong họ Lan. Loài này được (Ames & C.Schweinf.) Pridgeon & M.W.Chase mô tả khoa học đầu tiên năm 2001.